# Neptis giddeneme
Neptis giddeneme är en fjärilsart som beskrevs av Charles Oberthür 1891. Neptis giddeneme ingår i släktet Neptis och familjen praktfjärilar. Inga underarter finns listade i Catalogue of Life.